# Три прялі
«Три пря́лі» (нім. Die drei Spinnerinnen) — казка, опублікована братами Грімм у збірці «Дитячі та сімейні казки» (1812, том 1, казка 14) . Згідно з класифікацією казкових сюжетів Аарне-Томпсона має номер 501. Оповідка розповідає про ліниву дівчину, що потрапила у скрутне становище, з якого їй допомогли вийти три прялі, а відтак одружитися з королем.
Первинним джерелом для братів Грімм стала версія оповідки Пауля Віганда (1786—1866), яку згодом доповнили версії Жанет Гассенпфлуг (1791—1860) та Йоганна Преторіуса (1630—1680). Перше видання казки (1812) — це коротша версія казки під назвою «Von dem bösen Flachsspinnen», основаною на розповіді Жанет Гассенпфлуг.
Казка містить паралелі з іншими казками братів Грімм — «Румпельштільцхен» та «Пані Метелиця», через що їх часто порівнюють. 